# Belica (reka)
Belica je reka u Srbiji, dugačka 26 km. Nastaje od rečica Voljavice i Bešnjaje, koje se sastaju kod sela Belica, a uliva se u Veliku Moravu kod sela Laništa kao njena leva pritoka, severno od Jagodine. Voljevica izvire na Crnom vrhu, a Bešnjaja kod mesta Lomovi. U Belicu se ulivaju Lozovički potok, Voljovački potok, Jošanička reka i Štipljanska reka.
U gornjem toku reke žive potočna mrena, klena i krkuša, kao i rakovi, dok u donjem doku žive karaš, štuka, bela riba i još neke ostale vrste riba. Dolina reke je bez šumske vegetacije, koja je skoro u potpunosti iskrčena.

## Literatura
- Мала енциклопедија Просвета (3 изд.). Београд: Просвета. 1985. ISBN 978-86-07-00001-2.
- Марковић, Јован Ђ. (1990). Енциклопедијски географски лексикон Југославије. Сарајево: Свјетлост. ISBN 978-86-01-02651-3.